# Działko MK 108
Maschinenkanone MK 108 – działko automatyczne o kalibrze 30 milimetrów produkowane w nazistowskich Niemczech w czasie II wojny światowej w zakładach Rheinmetall-Borsig i używane w samolotach Luftwaffe.

## Opis
Działko powstało w 1940 roku jako prywatny projekt fabryki, a w roku 1942 zostało zgłoszone do konkursu ogłoszonego przez Ministerstwo Lotnictwa Rzeszy na ciężkie działko lotnicze przeznaczone do zwalczania alianckich bombowców. Testy potwierdziły przydatność MK 108 do takich zadań. Aby zestrzelić samolot (szczególnie znane ze swej kruchości maszyny typu Consolidated B-24 Liberator, a w mniejszym stopniu także Boeing B-17 Flying Fortress) wystarczyło zaledwie pięć skupionych, celnych strzałów z tego działka. MK 108 zostało szybko wprowadzone do produkcji i znalazło się na uzbrojeniu takich samolotów jak Messerschmitt Bf 109, Focke-Wulf Fw 190, Heinkel He 219, Messerschmitt Me 163 czy Messerschmitt Me 262. Produkowano dwie odmiany amunicji do MK 108 – pociski odłamkowo-burzące i zapalające.
MK 108 było niezawodne i skuteczne. Główną wadą tego działka była niska prędkość wylotowa pocisku. Utrudniało to celowanie z powodu dość dużej krzywizny lotu pocisków (mała odległość strzału bezpośredniego). Było ono jednak bardzo proste w produkcji i serwisie, a jego małe rozmiary czyniły je idealnym do montowania w samolotach. Popularnie zwane „młotem pneumatycznym” ze względu na wydawany odgłos strzału.
Oryginalnym zastosowaniem MK 108 było użycie tego działka w myśliwcach nocnych w konfiguracji zwanej Schräge Musik – działka były montowane ukośnie w kadłubie samolotu z lufami skierowanymi do góry. Tak uzbrojony myśliwiec mógł atakować bombowce nieprzyjaciela przelatując poniżej swojego celu i strzelając do niego od dołu.